# Stop-and-Go-Strafe
Eine Stop-and-Go-Strafe (von engl. Stop and go penalty) ist eine Strafe im Motorsport. 
Sie kann bei einem unerlaubten Boxenstopp, bei einem Frühstart oder verschiedenen anderen Vergehen gegen das Reglement verhängt werden. Der betreffende Fahrer wird durch Flaggenzeichen und eine Infotafel von der Rennleitung aufgefordert, in die Boxengasse einzufahren und dort zehn Sekunden lang anzuhalten, bevor er wieder am Rennen teilnehmen darf. In der Formel 1 wird dies heute über Funk durch seine Crew mitgeteilt.
Die Besonderheit der Stop-and-Go-Strafe, im Vergleich zur Durchfahrtsstrafe, ist der erzwungene Stillstand des Autos für zehn Sekunden. Während dieser zehn Sekunden darf am Auto nichts verändert werden.